# Berne (Alsó-Szászország)
Berne település Németországban, azon belül Alsó-Szászország tartományban. Lakosainak száma 6985 fő (2023. december 31.).

## Népesség
A település népességének változása:
| Lakosok száma | 6858 | 6884 | 6821 | 6831 | 6755 | 6864 | 6985 |
|               | 2014 | 2016 | 2017 | 2019 | 2021 | 2022 | 2023 |